# Max (humoriste)
Pour les articles homonymes, voir Max.
Max est humoriste, de son vrai nom Jérôme Leleu. Né le 11 février 1979, il fait ses premiers pas sur les planches à l’âge de 10 ans.

## Théâtre
- 1998 : Il fait la première partie d'Éric Collado à la salle Omnisports de Hyères.
- 1999 : 
  - Première partie d’Éric Collado, de Jean-François Dérec, de Tex, et de Michel Muller au café Théâtre  Porte d’Italie de Toulon.
  - « Comic World » : Création au Café Théâtre Porte d'Italie suivie d'une tournée en région PACA.
  - 10 mai 1999 : Il gagne le premier Prix et le Prix Spécial du jury, présidé par Elie Semoun, au Festival Etudiant de Café-théâtre de Paris.
- 2001 :
  - 9 février 2001 : « Les Nouvelles Aventures de Max », création au Théâtre Galli de Sanary-sur-Mer (83), suivie d'une tournée en région PACA.
- 2002 :
  - 25 mai 2002 : « Le Monde Merveilleux de Max », nouvelle création au Festival du Rire de Montigny-lès-Metz, Lorraine, suivie d'une tournée à travers la France (Mise en scène Xavier Laurent).
- 2003 :
  - Il joue le rôle de Bilouze dans la pièce « Cons d'ouvriers » de Alain Boggero, mise en scène par Marc Scussel.
- 2004 :
  - Il met en scène la pièce : « On choisit pas sa famille » de Jean-Christophe Barc.
  - Il joue le rôle de "Thierry" dans « Accalmies passagères » de Xavier Daugreilh.
- 2005 :
  - Théâtre « Les copines » de Pierre Chesnot, mise en scène : Jérôme Leleu.
- 2006 :
  - participation à l'émission « Les nouveaux talents du rire » sur la chaîne Direct 8.
  - Festival les Ch'ti rigolos, Lille, où il est parrain du festival.
  - Participation au festival du rire du Cap d'Agde avec Titoff.
  - Mise en scène du numéro de magie « Men in bird » de Marc Dossetto diffusé dans l'émission Le Plus Grand Cabaret du monde, sur France 2.
- 2007 :
  - Festival d'humour Théâtrofolies, Serre Chevalier
- 2008 : création  et direction artistique du festival du Music-hall à toulon Les fantaisies Toulonnaises

## Filmographie
- 1998 : « Taxi », de Gérard Pirès, où il joue le rôle de Jean Bat.
- 2001 : « L'origine du monde », de Jérôme Enrico, rôle : l’inspecteur stagiaire.
- 2003 : « Marseille », réalisé par Angela Schanelec, sélectionné dans la catégorie « Un certain regard » en 2004 à Cannes, où il tient le rôle de Bertrand.
- 2004 :
  - « Si c'était à refaire », de Didier Zuili, rôle : Le chef opérateur.
  - « Dent pour Dent », d'Angelo Cianci, où il joue les rôles de Luc et de Jean-Luc.

## Publicités
- 1997 : Publicité pour le Reader's Digest (production : Kanzanman sam)
- 2002 : Publicité pour Bouygues Telecom (Agence Louis XIV)
- 2006 : Mannequin couverture de l'édition 2006 des pages blanches du Var